# نیروگاه تلمبه ذخیره‌ای شیانگشویجیان
نیروگاه تلمبه ذخیره‌ای شیانگشویجیان (به لاتین: Xiangshuijian Pumped Storage Power Station) یک نیروگاه تلمبه ذخیره‌ای در چین است که در Sanshan District, Wuhu City, Anhui Province واقع شده‌است.